# Xhensila Myrtezaj
Xhensila Myrtezaj, ibland bara Xhensila, född 11 april 1993 i Tirana, är en albansk sångerska. 

## Karriär
Myrtezaj slog igenom i den albanska versionen av musikprogrammet Idol, Ethet e së premtes mbrëma (där tidigare bland andra Kejsi Tola och Rosela Gjylbegu deltagit) vid fjorton års ålder. 2008 debuterade hon i Kënga Magjike med låten "I vetëm" men hon tog sig inte till final. Hon deltog även i Top Fest med låten "Kam frikë" samma år. Året därefter deltog hon i musiktävlingen Top Fest med bidraget "Ekzistoj" men tog sig inte vidare till tävlingens final. 
2010 ställde hon upp i Top Fest 7 med låten "A më do". Året därpå, år 2011, deltog hon i Top Fest 8 med låten "Engjëlli im" och vann pris för bästa Pop/RnB-låt. I december 2011 ställde Myrtezaj upp i jubileumsupplagan av Festivali i Këngës, Festivali i Këngës 50. Med låten "Lulet mbledh për hënën" som komponerades av Genti Lako tog hon sig till finalen den 29 december. Där gick hon ut med startnummer 5, och fick sammanlagt 8 poäng, 2 av jurymedlemmen Ndriçim Xhepa och 6 av Robert Rakipllari. 8 poäng räckte till en 13:e plats av 20 deltagare, medan Rona Nishliu vann tävlingen på 77 poäng med "Suus". Under våren 2012 ställde Myrtezaj än en gång upp i Top Fest. Denna gång deltog hon med pop-/rocklåten "Edhe një herë". Via en semifinal gick hon vidare till finalen som hölls den 3 juni 2012. Där tilldelades hon priset för bästa kvinnliga sångare.
I augusti 2012 släppte hon låten "Da Da Da" med tillhörande musikvideo. Låten komponerades av Edlir Begolli medan texten skrevs av Dr. Flori. Videon producerades av Supersonic Production och spelades in i Makedonien. I september presenterade hon låten "Me ty jam" vid E diela shqiptare (albansk söndag), med vilken hon kom att delta i Kënga Magjike 2012. I finalen av tävlingen den 10 november 2012 fick hon 447 poäng vilket räckte till en tolfte plats. Hon tilldelades även det diskografiska priset.
2013 släppte hon sommarhiten och upptempolåten "Liar" tillsammans med Elgit Doda som snabbt blev populär. Låten skrevs av Rozana Radi med musik av Elgit Doda. I mars 2014 presenterade hon sitt bidrag till Top Fest 11, balladen "Jeton tek unë". Låten både skrevs och komponerades av Kledi Bahiti. Direkt efter presentationen av låten blev den en av förhandsfavoriterna i tävlingen, tillsammans med Soni Malaj med "Me të jeton". Med låten tog sig Xhensila vidare till tävlingens livesända semifinal där hon framförde låten live för första gången. Hon tog sig till tävlingens final och tilldelades priset "Bästa Pop/Rock". I slutet på juli släppte hon låten "Vespa" tillsammans med Endri Prifti.
I maj 2015 släppte hon musikvideon till låten "Ring the Alarm" som skrevs av Endrit Mumajesi med musik av Alandy. I september 2015 släpptes singeln och musikvideon "Ama doren" tillsammans med Mozzik.

## Privatliv
Xhensila bor i Tirana. Sedan 2011 är hon förlovad med komikern och skådespelaren Besart Kallaku. Kallaku har själv deltagit i bland annat Top Fest med låten "Qejfi".

## Diskografi

### Singlar
- 2008 – "Kam frikë"
- 2010 – "A me do"
- 2011 – "Ëngjëlli im"
- 2011 – "Dikush të do"
- 2011 – "Lulet mbledh për hënën"
- 2012 – "Edhe një herë"
- 2012 – "Da Da Da"
- 2012 – "Me ty jam"
- 2013 – "Liar" (feat. Elgit Doda)
- 2014 – "Jeton tek unë"
- 2014 – "Vespa" (feat. Endri)
- 2015 – "Ring the Alarm"*
- 2015 – "Ama doren"

### Fotnoter
1. ↑  ”Videoklipp: Xhensila - A me do”. Youtube. 16 mars 2010. http://www.youtube.com/watch?v=nrE70kXkKlg.
2. ↑  Hondal, Victor (22 oktober 2011). ”Exclusive: Participants for Festivali i Këngës revealed”. estoday. Arkiverad från originalet den 24 oktober 2011. https://web.archive.org/web/20111024161306/http://www.esctoday.com/news/read/17742. Läst 22 oktober 2011. (engelska)
3. ↑  Brey, Marco (29 december 2011). ”Rona Nishliu to represent Albania!” (på engelska). EBU. http://www.eurovision.tv/page/news?id=43393&_t=rona_nishliu_to_represent_albania. Läst 10 april 2012.
4. ↑  ”Xhensila Biografia” (på albanska). Tekste Shqip. http://www.teksteshqip.com/xhensila-myrtezai/biografia.
5. ↑  ”Elhaida Dani fiton “Top Fest 9″” (på albanska). Vipat.info. 4 juni 2012. Arkiverad från originalet den 17 juli 2012. https://archive.is/20120717122431/http://vipat.info/elhaida-dani-fiton-top-fest-9/. Läst 5 juni 2012.
6. ↑  ”.: NEW VIDEO :. XHENSILA – DA DA DA” (på albanska). Supersonic. Arkiverad från originalet den 21 augusti 2012. https://web.archive.org/web/20120821175152/http://online.super-sonic.tv/?p=2305. Läst 13 augusti 2012.
7. ↑  ”XHENSILA - DA DA DA ( Official Video HD )”. Youtube. 11 augusti 2012. http://www.youtube.com/watch?v=HGK0juS5Msw.
8. ↑  ”Ja dhe rezultatet e votimeve te "Kenga Magjike 2012"” (på albanska). kengamagjike.com. 10 november 2012. Arkiverad från originalet den 13 november 2012. https://web.archive.org/web/20121113020336/http://www.kengamagjike.com/wp/ja-dhe-rezultatet-e-votimeve-te-kenga-magjike-2012/.
9. ↑  ”Alban Skenderaj fiton "Kënga Magjike 2012"” (på albanska). Albtime. 11 november 2012. Arkiverad från originalet den 5 december 2012. https://archive.is/20121205203416/http://www.albtime.com/alban-skenderaj-fiton-kenga-magjike-2012-video/.
10. ↑  ”Xhensila: Kënga Me Elgidin, Një Sukses Absolut” (på albanska). Teksteshqip. 7 september 2013. Arkiverad från originalet den 28 oktober 2013. https://web.archive.org/web/20131028034925/http://www.teksteshqip.com/xhensila-myrtezai/lajme_5437.php.
11. ↑  Xhensila framför "Jeton tek unë" i semifinalen på Youtube.
12. ↑  ”Xhensila: Humori I Besit Eshte Nje Nga Armet E Tij Te Forta” (på albanska). Teksteshqip. 25 april 2012. Arkiverad från originalet den 5 maj 2012. https://web.archive.org/web/20120505022755/http://teksteshqip.com/xhensila-myrtezai/lajme_1796.php.